# Ocell de tempesta pincoya
L'ocell de tempesta pincoya (Oceanites pincoyae) és un ocell marí de la família dels oceanítids (Oceanitidae) que únicament s'ha descrit a prop de l'illa de Chiloé, a prop de Xile. 
Ha estat descrit molt recentment, arran els treballs de Harrison et al. (2013)